# Scorzonera parviflora
Scorzonera parviflora là một loài thực vật có hoa trong họ Cúc. Loài này được Jacq. miêu tả khoa học đầu tiên năm 1776.